# Bruce Fraser, I barone Fraser di Capo Nord
Bruce Fraser (Acton, 5 febbraio 1888 – Londra, 12 febbraio 1981) è stato un ammiraglio britannico, al comando di diverse flotte della Royal Navy durante la seconda guerra mondiale.

## Biografia

### Inizi di carriera
Fraser entrò nella Royal Navy in qualità di cadetto il 15 gennaio 1904. Tra il marzo 1907 e il dicembre 1908 conseguì, passandoli a pieni voti, degli esami che gli valsero le promozioni a sottotenente (15 marzo 1907) e a tenente (15 marzo 1908), gradi che ricoprì prestando servizio principalmente nella La Manica o con la Mediterranean Fleet. Nell'agosto 1910 venne riassegnato alla Home Fleet, nell'esploratore HMS Boadicea, dove rimase fino al luglio del 1911, data in cui passò, per specializzarsi come tenente cannoniere (Gunnery Lieutenant) alla scuola cannonieri della marina (HMS Excellent) sita nel porto di Portsmouth.
La promozione a Lieutenant-Commander (capitano di corvetta) arrivò nel marzo 1916, quindi avanzò al grado di Commander (capitano di fregata) nel giugno 1919 e a quello di Captain (capitano di vascello) nel giugno 1926. Nel corso della prima guerra mondiale risultò imbarcato nell'incrociatore HMS Minerva, nei Dardanelli e nelle Indie Orientali, e nella nave da battaglia Resolution.
Dopo la guerra e in seguito alla sua promozione come comandante il 30 giugno 1919 e alla sua nomina a Ufficiale dell'Ordine dell'Impero Britannico il 17 luglio 1919. Fraser si offrì volontario per servire con la Flottiglia del Caspio la causa dell'Armata Bianca; tuttavia all'arrivo in Azerbaigian come parte della Missione della Royal Navy del 1920 a Enzeli, fu catturato e imprigionato dai bolscevichi a Baku fino a quando non fu rilasciato nel novembre 1920.
Risultò quindi in organico al Naval Ordnance Department a partire dal 1922, prima di diventare ufficiale cannoniere della flotta (Fleet Gunnery Officer) nonché capo della sezione tattica del Naval Staff nel 1927. I suoi meriti gli valsero il comando dell'incrociatore Effingham nel 1930 e, tre anni dopo, la nomina a direttore del Naval Ordnance Department, nel 1933.
Tornò in mare nel 1936 per comandare la portaerei HMS Glorious Raggiunse il grado di contrammiraglio nel gennaio 1938, quindi, nel 1939, ricevette la nomina a capo di stato maggiore del comandante in capo della Mediterranean Fleet Un anno dopo, nel maggio 1940, giunse una nuova promozione, quella al grado di viceammiraglio.

### Seconda guerra mondiale
Nel marzo del 1939, poco prima dell'inizio della seconda guerra mondiale, Fraser fu nominato Third Sea Lord and Controller of the Navy. e promosso vice ammiraglio l'8 maggio 1940. Nel 1942 divenne comandante in seconda della Home Fleet e ufficiale ammiraglio del 2nd Battle Squadron. Fraser riuscì in seguito, nel maggio 1943, a diventare capo di stato maggiore della Home Fleet, e ad avanzare al grado di ammiraglio nel febbraio 1944. Fu nominato Gran Ufficiale dell'Ordine olandese di Orange-Nassau il 19 gennaio 1943

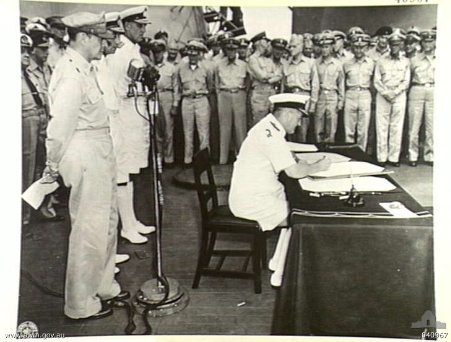
Baia di Tokyo, 2 settembre 1945: resa del Giappone sulla. L'ammiraglio Fraser, comandante la British Pacific fleet, firma l'atto di resa giapponese in rappresentanza del Regno Unito

Nel corso della guerra fu al comando delle forze che affondarono, il 26 dicembre 1943, la nave da battaglia tedesca Scharnhorst (la Glorious, vecchio comando di Fraser, colò a picco proprio per merito di questa nave) nella battaglia di Capo Nord. Fraser infatti era convinto che la Scharnhorst avrebbe tentato di attaccare il convoglio JW 55B diretto a Murmansk per portare rifornimenti all'Unione Sovietica, e prese quindi il mare sulla nave ammiraglia HMS Duke of York per pattugliare le acque tra il convoglio e la Norvegia meridionale, luogo di partenza della nave nemica.
Diventato capo di stato maggiore della Home Fleet, venne poi inviato nelle Indie Orientali per assumere il comando, nel 1944, della Eastern Fleet prima e della British Pacific Fleet, sempre nello stesso anno. Diresse la sua unità dalla terraferma, in Australia, ordinando tra le altre cose la partecipazione britannica alla battaglia di Okinawa e agli ultimi assalti alle isole controllate dal Giappone. Il 2 settembre 1945 Fraser firmò l'atto di resa giapponese in rappresentanza del suo paese.

### Cessazione dal servizio attivo
Il 27 aprile 1946 Fraser fu nominato First and Principal Naval Aides-de-Camp e, a settembre, fu portato alla pari come "Barone Fraser di Capo Nord", di Molesey nella contea del Surrey. Successivamente, nel 1947, divenne Commander-in-Chief, Portsmouth e poi, dopo essere stato promosso ammiraglio della flotta il 7  1948 diventò primo lord del mare e capo del personale navale (Chief of the Naval Staff).. Come Primo Lord del mare, ha servito nella NATO e ha concordato il principio secondo cui il Supreme Allied Commander Atlantic (SACLANT) dovrebbe essere un ammiraglio americano, nonostante la feroce opposizione britannica. Si ritirò nel dicembre 1951 con il grado di ammiraglio della flotta. Morì, senza essersi mai sposato, il 12 febbraio 1981 a Londra, all'età di 93 anni. La baronia "di Capo Nord" si estinse.